# Saint-Loubert
Saint-Loubert è un comune francese di 180 abitanti situato nel dipartimento della Gironda nella regione della Nuova Aquitania.

## Società

### Evoluzione demografica
Abitanti censiti